# ESPN F90
ESPN F90 (llamado 90 minutos de fútbol hasta el 30 de octubre de 2020) es un programa de televisión argentino que se emite desde el 5 de febrero de 2007. Originalmente emitido por el canal Fox Sports, cambió de pantalla el 21 de septiembre de 2020 para salir al aire por la señal de cable ESPN. Es conducido por Sebastián Vignolo de lunes a viernes y cuenta con una emisión diaria de 13:00 a 15:00. A partir del 2 de noviembre de 2020, el programa pasa a llamarse ESPN F90.
Es el programa deportivo líder de la televisión argentina. Sus acalorados debates se convirtieron para muchos en un clásico de los mediodías, llevando a que la cadena Fox Sports sea una de las más sintonizadas en el país.
Las emisiones se centran en debate deportivo, polemizando sobre la actualidad futbolística de la Primera División de Argentina, de la CONMEBOL Libertadores, la CONMEBOL Sudamericana y la Selección Argentina.

## Equipo
En la pantalla de Fox Sports Sebastián Vignolo estaba a cargo de dos programas de debate: 90 minutos de fútbol al mediodía y Fox Sports Radio (edición Argentina) en la segunda tarde. Los programas contaban con distintos panelistas a excepción de Marcelo Sottile, aunque en muchas ocasiones había participaciones en ambos shows. Con el cambio de pantalla 90 minutos pasó a tener dos ediciones diarias, a las 13 y a las 19, respetando los horarios que ambos programas tenían en Fox. Desde septiembre de 2020 entonces hay dos equipos periodísticos del programa. Aunque la primera edición se mantiene en una fuerte audiencia como sucedía en Fox, no así en la segunda edición.
Con una precaria asistencia de la audiencia de casi menos del 64% comparándolo con la primera edición y Fox Radio.

### Primera edición (desde 2007)
- Conducción: Sebastián Vignolo (desde 2008)
- Panelistas:
  - Daniel Arcucci (desde 2007)
  - Carlos Aimar (desde 2008)
  - Chavo Fucks (2010-2024)
  - Marcelo Sottile (desde 2011)
  - Federico  Bulos (desde 2016)
  - Oscar Ruggeri (desde 2017)
  - Carlos Fernando Navarro Montoya (desde 2022)
  - Morena Beltrán (desde 2022)

### Segunda edición (2020-2022)
- El 31 de enero de 2022, la segunda edición de F90 es sustituida por emisiones diarias de Equipo F.
- Conducción: Sebastián Vignolo (2020-2022)
- Panelistas:
  - Roberto Leto (2020-2022)
  - Cristian Fabbiani (2020-2022)
  - Marcelo Benedetto (2020-2022)
  - Damián Manusovich (2020-2022)
  - Renato Della Paolera (2020-2022)
  - Marcelo Sottile (2020-2022)

### Exintegrantes
- Carlos Bilardo (2007)
- Gustavo López (2007-2010)
- Diego Latorre (2008-2011)
- Enrique Macaya Márquez (2010-2012) solo los días lunes y viernes
- Ángel Sánchez (2011-2013)
- Juan Fazzini (2012-2014)
- Tití Fernández (2013-2015)
- Marcelo Grandío (2007-2016)
- Leonardo Guardia (2008-2016)
- Guillermo Marconi (2014-2016)
- Raúl Cascini (2015-2019)
- Vito de Palma (2020)
- Juan Manuel Pons (2020-2021)
- Sebastián Domínguez (2020-2021)
- Pablo Ladaga (2020-2022)
- Sebastián Abreu (2021-2022)

### Cronistas
Ambas emisiones cuentan con periodistas especializados en la información de los clubes nacionales más importantes. Además 90 minutos cuenta con la participación especial del periodista y exjugador de rugby Christian Martin, radicado en Europa, analiza e informa sobre los eventos deportivos en el Viejo Continente, especialmente todo lo que concierne a la UEFA Champions League.
- Diego Monroig (Boca Juniors)
- Gustavo Yarroch (River Plate)
- Renato Della Paolera (Independiente)
- Leonardo Paradizo y Tomás Dávila (Racing Club)
- Juan Carlos Pellegrini y Nicolás Hueto (San Lorenzo)

## De Fox Sports a ESPN
En 2019 The Walt Disney Company adquirió el paquete global de la compañía Fox. Por decisión de Disney, en toda Latinoamérica se comenzó a fusionar la marca Fox Sports con la de ESPN, que quedó como señal insignia deportiva de la marca de Mickey Mouse. El 2020 comenzó con cambios televisivos en Argentina: la CONMEBOL Libertadores pasó de ser exclusiva de Fox Sports y de Facebook Watch, a transmitirse también por ESPN. Esto generó incluso cambios y fusiones en los equipos periodísticos encargados de las emisiones.
En marzo de 2020 la emisión del programa se suspendió debido a la pandemia de coronavirus. En abril 90 minutos regresó en versión especial con los periodistas saliendo al aire desde sus casas y en septiembre, junto a la vuelta de la CONMEBOL Libertadores 2020, se comunicó que las figuras de Fox Sports Sebastián Vignolo y Mariano Closs desembarcaron en ESPN. En su primera transmisión en la nueva pantalla Vignolo comentó que 90 minutos y «todo su equipo» cambiaban de pantalla a partir del 21 de septiembre, tras 13 años en Fox Sports.
El desembarco en ESPN trajo al ciclo un nuevo estudio principal, ambientado mayormente con el color rojo característico de la cadena, respetando los clásicos sillones de cada panelista. La gráfica del programa y la cortina musical se mantuvieron, aunque sufrió cambios la paleta de colores: se abandonaron los clásicos azul y naranja, para pasar al negro, rojo y blanco. El 2 de noviembre de 2020 cambio de nombre a ESPN F90. El 2 de enero de 2021, en la previa de Boca-River por la Copa Diego Armando Maradona, se emitió una edición especial de F90, en simultáneo por ESPN y Fox Sports Premium. (Hoy ESPN Premium)

## Premios
| Año  | Premio                 | Terna                           | Resultado |
| ---- | ---------------------- | ------------------------------- | --------- |
| 2008 | Martín Fierro de Cable | Programa periodístico deportivo | Ganador   |
| 2011 | Martín Fierro de Cable | Labor periodística deportiva    | Nominado  |
| 2011 | Martín Fierro de Cable | Labor periodística deportiva    | Nominado  |
| 2019 | Martín Fierro de Cable | Programa periodístico deportivo | Ganador   |